# 襟野野站
襟野野站（日语：／ Erinono eki */?）是一位於日本高知縣高岡郡佐川町永野、隸屬於四國旅客鐵道（JR四國）的鐵路車站。車站編號為K14，本站只停靠普通列車。附近只有散落的民居及農田，由於位處永野中心區域較遠，使用率一直都不高，主要以學生為多。

## 車站結構
本站和岡花站皆為同時期開業，屬簡易車站設計，不設站舍，只有1面1線的側式月台，有效長度為3卡。出入口設於月台末端向佐川站方向，為斜台設計，有蓋候車亭設於月台中央位置。
月台曾經過加建，原月台兩邊均有伸延，從路面一邊更可以看到原月台的樓梯級部份。

### 月台配置
| 路線    | 方向     | 目的地             |
| ------- | -------- | ------------------ |
| ■土讚線 | （下行） | 須崎、窪川方向     |
| ■土讚線 | （上行） | 高知、土佐山田方向 |

## 歷史
- 1960年10月1日：開業。
- 1987年4月1日：日本國鐵分割民營化，車站的營運由JR四國繼承。

## 相鄰車站
四國旅客鐵道（JR四國）
■土讚線
佐川（K13）－襟野野（k14）－斗賀野（K15）